# Soamananety
Soamananety est un village situé dans la commune d'Arivonimamo, Madagascar.[réf. nécessaire]